# Истерьма
Истерьма — река в Боровском районе Калужской области России, левый приток реки Протвы.
Истерьма вытекает из болот на границе с Наро-Фоминским районом Московской области, течёт на юг, минуя сёла Ильино, Атрепьево, Куприно и впадает в Протву у стен Пафнутьева монастыря.

## Гидрология
Длина — 11 км, площадь водосбора около 35 км². Равнинного типа. Питание почвенными водами и снеговое, характерно весеннее половодье.

## Данные водного реестра
По данным государственного водного реестра России относится к Окскому бассейновому округу, водохозяйственный участок реки — Протва от истока и до устья, речной подбассейн реки — Бассейны притоков Оки до впадения Мокши. Речной бассейн реки — Ока.
Код объекта в государственном водном реестре — 09010100612110000022134.